# Jo Baier
Jo Baier (Monaco di Baviera, 13 febbraio 1949) è un regista e sceneggiatore tedesco.

## Filmografia parziale

### Regista
Cinema
- Henri 4 (2010)
- La fine è il mio inizio (Das Ende ist mein Anfang) (2010)

Televisione
- Ärzte - serie TV, 3 episodi (1994-1996)
- Wambo - film TV (2001)
- Schwabenkinder - film TV (2003)
- Stauffenberg - film TV (2004)
- Nicht alle waren Mörder - film TV (2006)
- Das letzte Stück Himmel - film TV (2007)
- Die Heimkehr - film TV (2012)

### Sceneggiatore
Cinema
- Henri 4 (2010)

Televisione
- Wambo - film TV (2001)
- Schwabenkinder - film TV (2003)
- Stauffenberg - film TV (2004)
- Nicht alle waren Mörder - film TV (2006)
- Das letzte Stück Himmel - film TV (2007)
- Die Heimkehr - film TV (2012)